# PWTC駅
PWTC駅（PWTCえき）は、マレーシアのクアラルンプールにある、ラピドKL (RapidKL) アンパン線・スリ・プタリン線の駅。

## 周辺
- サンウェイ・ザ・モール（英語版、マレー語版）･･･老舗のショッピングセンター
- プトラ・バスターミナル ･･･マレー半島の内、東北部を中心に運行｡